# Potez 25
Potez 25 (còn viết là Potez XXV) là một loại máy bay hai tầng cánh đa dụng của Pháp, được thiết kế trong thập niên 1920. Nó thực hiện các nhiệm vụ như cường kích, tiêm kích, hộ tống, ném bom chiến thuật và trinh sát. Cuối thập niên 1920 và đầu thập niên 1930, Potez 25 là máy bay đa dụng tiêu chuẩn của hơn 20 không quân trên thế giới, gồm Pháp, Ba Lan và Hoa Kỳ.

## Biến thể
Potez 25 mẫu thử năm 1925
Mẫu thư, lắp động cơ 336 kW (450 hp) Hispano-Suiza 12Ga.
Potez 25 A.2
Phiên bản thám sát, lắp động cơ 388 kW (520 hp) Salmson 18Cmb hoặc Lorraine 12Eb.
Potez 25 ET.2
Phiên bản huấn luyện trung cấp, lắp động cơ 373 kW (500 hp) Salmson 18Ab.
Potez 25 'Jupiter'
Phiên bản xuất khẩu, lắp động cơ 313 kW (420 hp) Gnome-Rhone 9Ac Jupiter. Ngoài ra còn cấp giấy phép sản xuất cho Ikarus của Nam Tư à OSGA của Bồ Đào Nha, xuất khẩu tới Estonia và Thụy Sĩ.
Potez 25/5
Phiên bản sản xuất, lắp động cơ 373 kW (500 hp) Renault 12Jb. 100 chiếc.
Potez 25 TOE
Phiên bản sản xuất chính. 2.270 chiếc.
Potez 25GR
Phiên bản tầm xa.
Potez 25M
Dùng động cơ Hispano-Suiza.
Potez 25 Hispano-Suiza
Phiên bản chở VIP, lắp động cơ 447 kW (600 hp) Hispano-Suiza 12Lb.
Potez 25 Farman
Phiên bản thám sát cho Không quân Pháp, lắp động cơ 373 kW (500 hp) Farman 12We. Còn gọi là Potez 25/4. 12 chiếc.
Potez 25/35
Phiên bản kéo bia bay 2 chỗ.
Potez 25/55
Phiên bản huấn luyện 2 chỗ. 40 chiếc.
Potez 25-O
Phiên bản sửa đổi và kéo dài đặc biệt, dùng cho chuyến bay xuyên Bắc Đại Tây Dương không dừng. Dùng động cơ Jupiter, 2 chiếc.
Potez 25H
Mẫu thử thủy phi cơ, lắp động cơ Gnome-Rhone Jupiter.

## Quốc gia sử dụng

### Dân sự
Pháp
- Aéropostale
- Trường huấn luyện bay Caudron
- Compagnie Francaise d'Aviation
- Trường huấn luyện bay Hanriot Airline và Hanriot

### Quân sự
Afghanistan
- Không quân Afghan

 Bỉ
- Không quân Bỉ

 Brasil
- Không quân Brazil

 Đài Loan
- Không quân Cộng hòa Trung Hoa

 Independent State of Croatia
- Zrakoplovstvo Nezavisne Države Hrvatske

 Ethiopia
- Không quân Ethiopia

 Estonia
- Không quân Estonia

 Phần Lan
- Không quân Phần Lan

 Pháp
- Không quân Pháp

 Free French
- Không quân Pháp tự do

 Greece
- Không quân Hy Lạp

 Guatemala
- Không quân Guatemala

 Nhật Bản
- Không quân Lục quân Đế quốc Nhật Bản

 Paraguay
- Không quân Paraguay

 Ba Lan
- Không quân Ba Lan

 Bồ Đào Nha
- Không quân Bồ Đào Nha

 România
- Không quân Hoàng gia Romania

 Spain
- Không quân Cộng hòa Tây Ban Nha

 Thụy Sĩ
- Không quân Thụy Sĩ

 Liên Xô
- Không quân Liên Xô

 Thổ Nhĩ Kỳ
- Không quân Thổ Nhĩ Kỳ

 United States
- Quân đoàn Không quân Lục quân Hoa Kỳ

 Uruguay
- Không quân Uruguay

 Kingdom of Yugoslavia
- Không quân Hoàng gia Nam Tư

## Tính năng kỹ chiến thuật (Potez 25)

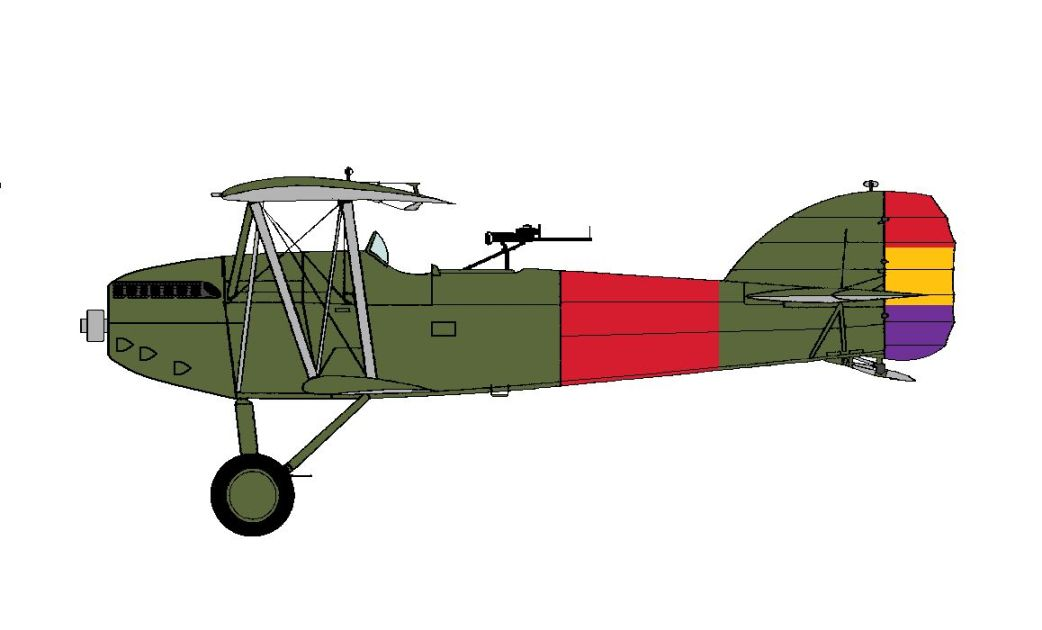

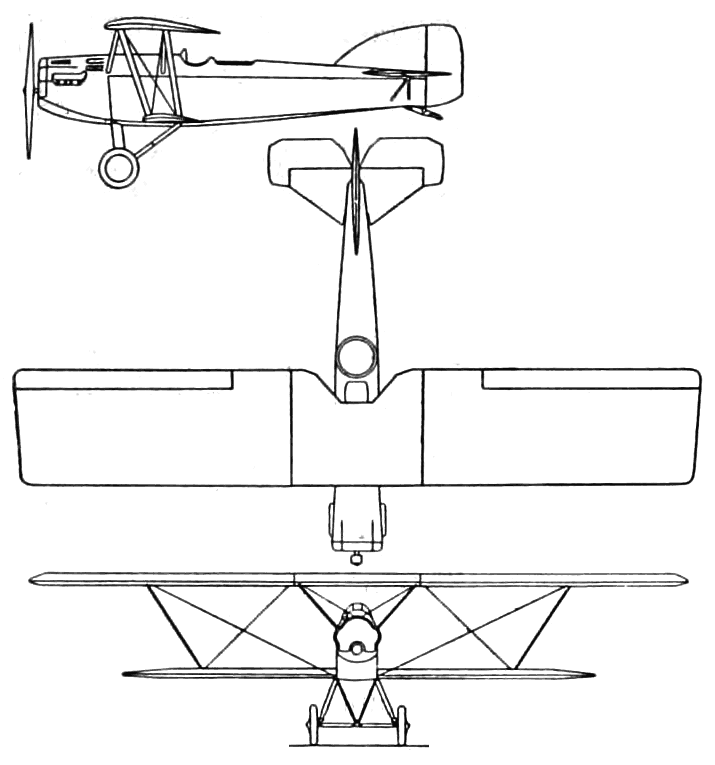

Dữ liệu lấy từ Andrzej Glass: "Polskie konstrukcje lotnicze 1893-1939", WKiŁ, Warsaw 1977
Đặc điểm tổng quát
- Kíp lái: 2
- Chiều dài: 9,2 m (30 ft 2 in)
- Sải cánh: 14,14 m (46 ft 5 in)
- Chiều cao: 3,59 m (11 ft 9 in)
- Diện tích cánh: 51,4 m² (553 ft²)
- Trọng lượng rỗng: 1.490 kg (3.278 lb)
- Trọng lượng có tải: 2.558 kg (5.268 lb)
- Trọng tải có ích: 1.068 kg (2.350 lb)
- Động cơ: 1 × Lorraine-Dietrich 12 Eb, 357 kW (478 hp)

 Hiệu suất bay 
- Vận tốc cực đại: 214 km/h (115 kn, 132 mph)
- Tầm bay: 600 km (324 nmi, 373 mi)
- Trần bay: 5.500 m (18.000 ft)
- Vận tốc lên cao: 3,5 m/s (690 ft/phút)
- Tải trên cánh: 49,8 kg/m² (9,53 lb/ft²)
- Công suất/trọng lượng: 0,14 kW/kg (0,91 hp/lb)